# King's Quest VIII: The Mask of Eternity
King's Quest: Mask of Eternity is een grafisch point-and-click action-adventure van Roberta Williams voor Sierra On-Line. Het spel werd in 1998 uitgebracht en is enkel beschikbaar voor Microsoft Windows. Het is het achtste en laatste deel uit de King's Quest-reeks. Het is het eerste spel uit de reeks waar de protagonist geen familielid is van koning Graham. Verder speelt het spel zich af in een pseudo 3D-wereld.
Het spel werd door Activision opnieuw uitgebracht zodat het compatibel is met Windows Vista en Windows 7. Hoewel deze heruitgave een download is, kan het spel omwille van een bug enkel worden opgestart vanaf cd.

## Verhaal
Het verhaal start in het kasteel van Daventry waar koning Graham een vergadering heeft met zijn ministers. Plots voorspelt de magische spiegel een slecht omen: Lucreto, de aartsbisschop van het Zonnerijk, zal het Masker van Eeuwigheid vernietigen. Daardoor zal er een enorme energie-explosie zijn die alles op zijn weg vernietigt. De spiegel toont ook dat Connor of Daventry, een ridder van lage rang, de enige is die Lucreto kan stoppen. Op dat ogenblik wordt er ook een vloek over Daventry uitgesproken waardoor iedereen in steen verandert, behalve Connor.

## Personages
Connor
Hij is een arme leerlooier, schilder en ridder van Daventry. Wanneer op een dag iedereen in Daventry omgevormd wordt tot een stenen beeld, uitgezonderd Connor, gaat hij op zoek naar de oorzaak. Hij komt te weten dat hij aartsbisschop Lucreto van het Zonnerijk moet verbannen.
Lucreto
Hij is een magistraat en aartsbisschop van het Zonnerijk. Met behulp van magie kwam hij in bezit van het Masker van Eeuwigheid. Met dat masker kon hij de schepsels van de duisternis overbrengen naar zijn leefwereld. Lucreto wil nu het masker vernietigen, maar de energie die daardoor vrijkomt zal alles vernietigen. Omdat Lucreto zelf onsterfelijk is, kan men hem enkel verbannen en opsluiten in zijn abdij.
Graham
Hij is de koning van Daventry. Terwijl de magische spiegel een omen weergeeft, wordt iedereen in het land omgevormd tot steen, behalve Connor.